# Ferdinando Chevrier
Ferdinando Chevrier (Livorno, 6 gennaio 1920 – Livorno, 31 luglio 2005) è stato un pittore italiano. Figura molto importante dell'astrattismo italiano, negli anni cinquanta entrò a far parte del Movimento arte concreta.

## Biografia
Ferdinando Chevrier nasce il 6 gennaio 1920 a Livorno, comincia ad interessarsi alla pittura fra il 1934 e il 1936 frequentando lo studio del pittore post-macchiaiolo Renuccio Renucci.
Nel 1946, dopo la pausa della guerra che lo vede impegnato sul fronte greco-albanese, Chevrier torna a dipingere e si iscrive alla scuola d'Arte "Amedeo Modigliani" diretta da Voltolino Fontani con il quale, l'anno prima (1945), aveva fondato, insieme a Mario Nigro (pittore),  Mario Ferretti, Guido Favati, Giancarlo Cocchia, Jean Mario Berti,e altri pittori livornesi, il gruppo artistico moderno (G.A.M.). 
Il suo esordio pubblico risale al 1948, quando espone le sue prime opere di chiara ispirazione neocubista in due mostre collettive a Bottega d'Arte di Livorno.
Al passaggio del nuovo decennio, Chevrier abbandona la figurazione per abbracciare un tipo di astrazione geometrica caratterizzata da un marcato senso del movimento dato dal rapporto fra la forma in superficie e il fondo che l'accoglie. Nel 1950 Chevrier entra a far parte del M.A.C. (Movimento arte concreta) seguendo di poco il pisano Gianni Bertini e il pistoiese Mario Nigro.
I sei anni di militanza nel M.A.C. riservano a Chevrier molte importanti occasioni espositive. Nel febbraio del 1950 espone, presentato in catalogo da Gillo Dorfles, alla libreria Vallerini di Pisa. Nel 1951 partecipa alla mostra "Arte Astratta e Concreta in Italia" alla Galleria Nazionale d'Arte Moderna e Contemporanea di Roma e a due collettive del M.A.C., una a Milano e una a Torre Pellice; invia le sue opere al "Premio Golfo della Spezia" e alla "VI Quadriennale Nazionale d'Arte di Roma". Al 1951 risale inoltre un'importante mostra personale, allestita alla Libreria Salto di Milano, sede storica del M.A.C. È significativo per Chevrier, in questo periodo, l'incontro con il mercante Bruno Giraldi. La mostra antologica che il pittore allestisce nel marzo del 1952 nelle sale della galleria Giraldi a Livorno, segna infatti l'inizio di una felice e quasi trentennale collaborazione fra i due. Nel 1959 partecipò inoltre all'VIII edizione della Quadriennale di Roma.
Dal 1955-'56, sciolti i legami con il M.A.C., Chevrier indirizza le sue ricerche pittoriche verso la poetica, allora molto diffusa in tutta Europa, dell'"Informale", concentrandosi sull'espressività del gesto e della materia. Per tutti gli anni sessanta e settanta Chevrier è presente in molte rilevanti mostre in Italia e all'estero. Espone all'"Arte actual por el movimento artistico del Mediterraneo" (Malaga-Siviglia-Barcellona-Valencia-Madrid) nel 1959. Espone alla rassegna della pittura italiana a Bat Yam nel 1961; tiene tre mostre personali in gallerie pubbliche e private del Lussemburgo (nel 1963, nel 1965 e nel 1969), e di Parigi (nel 1965). Nello stesso periodo partecipa a prestigiosi premi (al "Premio Modigliani - Città di Livorno" nel 1957 e nel 1958; al "Premio del Fiorino" a Firenze nel 1966).
Nell'aprile del 1960 fonda il circolo ricreativo "la Strega" insieme ai concittadini Jean Mario Berti ed Elio Marchegiani, con i quali, già l'anno prima, aveva dato vita ad un sodalizio artistico, battezzato dalla critica "I tre dell'astrattismo". Nel 1974 Chevrier si trasferisce a Milano e vi rimarrà fino al 2004.
Fra il 1980 e il 1990, quando il suo linguaggio artistico ha raggiunto ormai la piena autonomia, Chevrier tiene molte esposizioni collettive e personali, tra le quali tre antologiche, a Como, a Gallarate e a Milano. Nel 2002-2003 il comune di Livorno gli dedica un'importante esposizione antologica intitolata "Vivere l'immaginario". La sua produzione artistica all'insegna di un "informale segnico" con connotazioni futuriste ed organiche (la velocità ed il movimento nelle sue composizioni sia geometriche che informali) caratterizza la sua singolare produzione artistica.
Muore il 31 luglio 2005 nella sua casa di Livorno..

## Opere (elenco parziale)
Le opere sono pubblicate sul sito internet 
http://www.archivichevrier.it/
- Capocoda verticale, 1949
- Composizione, 1950
- Composizione, 1951
- Composizione geometrica, 1951
- Struttura, 1951
- Composizione, 1953
- Pittura n°5, 1952

## Ferdinando Chevrier nei musei e nelle fondazioni
- Civica Galleria di Arte Moderna Museo d'arte (Museo MAGA) Gallarate (VA)
- Museo Civico Giovanni Fattori (Livorno)
- Museo di Arte Contemporanea e del Novecento (Mac,n) Monsummano Terme (PT)
- Intesa Sanpaolo Beni Culturali (Mi)
- MAGI '900 - Museo delle eccellenze artistiche e storiche Pieve di Cento (Bo)
- Fondazione Vaf Stiftung M.A.R.T. - Museo di arte moderna e contemporanea di Trento e Rovereto (Provincia di Trento)
- Fondazione Livorno Arte e Cultura (Livorno)
- Museo MAON Rende (Cosenza)

## Mostre ed esposizioni (elenco parziale)
- 1950 – Libreria Vallerini, Pisa
- 1951 – Arte Astratta e Concreta in Italia, Galleria nazionale d'arte moderna e contemporanea, Roma
- 1951 – VI Quadriennale nazionale d'arte di Roma
- 1951 – Libreria Salto, Milano
- 1952 – Galleria Giraldi, Livorno
- 1959 – Arte actual por el movimento artistico del Mediterraneo, Malaga-Siviglia-Barcellona-Valencia-Madrid
- 1960 – VIII Quadriennale nazionale d'arte di Roma
- 1960–  Mostra artisti di Numero, Galleria del Prisma Firenze
- 1966 – 17° Premio del Fiorino, Firenze
- 1978 –  Galleria d'Arte "IL Salotto", Como
- 1981–  Movimento Arte Concreta Milano 1948/1952, Milano
- 1984 – Mostra storica del M.A.C. 1948/1958 Gallarate, Civica Galleria d'Arte Moderna
- 1989 – 1° Salone Europeo dell'Astrattismo, Centro Cultura e Costume , Milano
- 1996 – M.A.C. Movimento Arte Concreta, Galleria Niccoli Parma
- 1999 – Mac / Espace. "Arte Concreta in Italia e in Francia 1948-1958", Acquario Romano, Roma
- 2002-2003 – Vivere l'immaginario, sede espositiva dei "Bottini dell'olio", Livorno
- 2003 – Movimento Arte Concreta 1948-1952, Museo Fondazione Roma, Palazzo Cipolla, Roma
- 2007 –  Wassily Kandinsky e l'astrattismo in Italia 1930-1950, Palazzo Reale, Milano
- 2009 – Arte Italiana del XX secolo, dalle collezioni private della Toscana (1910-2000), "Museo Manege" di San Pietroburgo
- 2011 – Percorsi riscoperti dell'arte italiana nella VAF-Stiftung 1947 – 2010, Museo d'arte moderna e contemporanea di Trento e Rovereto, Rovereto
- 2013 – "E subito riprende il viaggio" opere dalle collezioni del MAGA, Triennale, Milano
- 2014 – Dal secondo Futurismo all'Arte Concreta e dintorni 1920–1970, MAON - Museo d'arte dell'Otto e Novecento, Rende
- 2016 – Omaggio a Chevrier, Università Bocconi, Milano
- 2017 – Ferdinando Chevrier "Il movimento e la tensione", Fondazione Livorno Arte e Cultura, Livorno
- 2018 – Ferdinando Chevrier "Il gusto della forma e del colore", Museo di arte contemporanea e del Novecento, Monsummano Terme
- 2020 – Progressiva. Arti visive a Livorno dal 1989 al 2020, Museo della città, Livorno